# Зубов, Дмитрий Александрович
Граф Дмитрий Александрович Зубов (17 мая 1764 — 14 февраля 1836) — генерал-майор, второй сын сенатора Александра Николаевича Зубова, наименее известный из братьев князя Платона Зубова, фаворита Екатерины II. В отличие от своих братьев и сестры, придворными интригами не интересовался.

## Биография
Служил в конной гвардии. При возвышении брата был пожалован в камер-юнкеры, а в 1793 году в графское достоинство Священной Римской империи.
Жил в Москве, где с 1806 года совместно с советником коммерции Передовщиковым занимался казёнными подрядами и винными откупами в Петербургской и Московской губерниях. Однако дела шли неудачно, он судился с вдовой Г. Р. Державина из-за данных в залог домов, племянник Потёмкина В. В. Энгельгардт предъявил Зубову взыскание на сумму до 300 000 рублей из-за данных в залог 8 тысяч душ, графиня Софья Потоцкая предъявила взыскание на 380 000 рублей за переданные в городах Ладоге, Луге и Шлиссельбурге питейные сборы.
Масон с 1807 года, занимал ряд должностей в различных петербургских ложах. Мастер стула ложи «Трёх светил» в 1817—1819 гг..
Нашествие Наполеона, по словам самого Дмитрий Зубова, принесло ему до 5 миллионов рублей убытка. В конце концов состояние его было столь плачевно, что запрет был наложен даже на распоряжение имением жены, так как она выступала поручителем в его залогах.
Пережил всех своих братьев и получил значительное наследство за Платоном Зубовым. Скончался в 1836 году и был похоронен рядом с братьями в Сергиевой пустыни под Петербургом.

## Семья

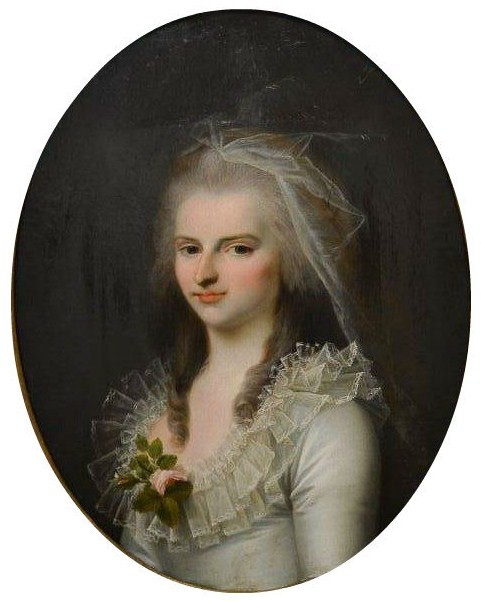
Прасковья Александровна

С 25 февраля 1790 года был женат на Прасковье Александровне Вяземской (1772—1835), дочери генерал-прокурора князя А. А. Вяземского и княжны Е. Н. Трубецкой; внучке генерал-фельдмаршала князя Н. Ю. Трубецкого. 10 ноября 1789 года при объявлении о помолвке Прасковья Александровна была пожалована в фрейлины. По желанию её матери свадьба была не при дворе. Принесла мужу значительное состояние, которое он под конец расстроил из-за спекуляций и неудачных вложений. Императрица Екатерина II считала Прасковью лучше и умней её сестер. В браке имели двух сыновей и четырёх дочерей:
- Елизавета (1790—1862), супруга Г. В. Розена; фрейлина и кавалерственная дама ордена Святой Екатерины.
- Александр (1792—1798)
- Варвара (1798—08.08.1880)[3], супруга Павла Петровича Сухтелена (1788—1835), во втором браке Пикар.
- Анна (1799—1869), супруга графа Карла Кнута.
- Николай (1801—1871), женат на графине Александре Гавриловне Раймон-Моден (1807—1839), камергер, шталмейстер.
- Екатерина (1801—1821), первая супруга генерал-майора Андрея Ивановича Пашкова (1793—1850).